# Csíkmindszenti római katolikus templom
A Csíkmindszenti római katolikus templom Csíkszeredától 9 km-re, Csíkmindszent Templom-tízesében látható. Románia műemlékeinek hivatalos jegyzékében a HR-II-a-A-12880 sorszámon szerepel.

## A templom története
Csíkmindszentet és templomát  az 1333-1334-es pápai tizedjegyzékben említették először. 
A templom régebbi eredetére két kőbe vésett dátum is utal: a sekrestye külső falán, a nyugati ablak felett lévő 1230-as évszám és a templom kerítésébe beépített kövön olvasható 1247-es évszám. 
Az első templom valószínűleg már az Árpád-korban megépülhetett, ezt bizonyítja a kis félköríves ablak. A 13. századi templom a gótikus korban késő gótikus szentélyt kapott. 
Az 1333-as évi oklevelek,  valamint a Szent László-legenda falképe alapján a templom már a 14. században állt. Az egykori kis templom szentélye mellett sekrestye épült. 
1433-ban a templom búcsúengedélyt kapott. 
A gótika korában elbontották a korai szentély keleti felét és megnyújtva új sokszögzáródású, támpilléres, boltozott szentélyt építettek. A régi sekrestyét a szentélyhez igazítva keletebbre költöztették.  A hajón befalazott  régi ablakok helyébe nagyobb ablakokat készítettek.
A hajó nyugati végéhez fa harangtornyot építettek, amelynek egyik harangja 1505-ből származik.
A korabeli dokumentumok arra is utalnak, hogy 1583-ban Báthori István fejedelem idejében az egyházközségnek katolikus papja volt.
Az 1661-es tatárbetörések idején a templom tetőzete és oltára Ali pasa hadainak áldozatául esett. Egy 1716-os püspöki vizitáció alkalmából készült összeírás szerint akkor fa harangláb tartozott a templomhoz a kerítésen kívül, tehát ekkor még nem volt kőből épült tornya.
A 18. század végén a hajó nyugati felét lebontották és megtoldották. Ezzel egy időben építették az új tornyot és a déli bejáró is akkor készülhetett, ugyanakkor a gótikus ablakokat befalazták és átalakították. 
A barokk átépítéseket és a templom tornyát 1799-1815 között Mártonffy József püspök támogatásával végezték.

## A templom leírása
A középkori Csíkmindszenti római katolikus templom poligon záródású, szépen boltozott apszissal, barokk stílusban átalakított hajóval és újabb toronnyal látható.
Az apszis záródása a nyolcszög három oldalával történik. Boltozata erőteljes bordázatú, amelynek három záróköve van, a két belső csillagdíszítésű, a külsőbe pedig görög kereszt van bevésve. A  bordák egyszerű konzolszerű gyámkövekre támaszkodnak. A középső gyámkövön egy nagyobb, plasztikus késő gót, homorú háromszögpajzs van kifaragva, mezejében egy szépen kidolgozott mesterjeggyel. A diadalív köríves alakú, barokk stílusban készült.
Szentélye  szinte érintetlenül megőrizte középkori gótikus jellegét, sarkait vízvetős támpillérek támasztják, mérműves gótikus ablakai vannak, gyámokra támaszkodó boltozatattal. Szentélyének északi falán magasra helyezett, befejezetlennek tűnő gótikus szentségtartófülke áll.
A templom déli oldalához épített előcsarnok homlokzatán Szentháromság dombormű látható.

## A templom tornya
A templom középkori, 1505-ben öntött harangja egy fa harangtoronyban volt elhelyezve.
Feliratát Orbán Balázs örökítette meg:
Meister vilricy, Meis, bitofer, 1505.
A Csíkmindszenti római katolikus templom mai tornyát a 18. század végén építették.

## A templom várfala
A templomot lőréses várfal övezi, amelyből a szomszédos plébánia udvarába egy félbehagyott, csúcsíves ajtó vezet.

## A templom búcsúja
A Csíkmindszenti római katolikus templom búcsúját november 1-jén Mindenszentek ünnepén tartják.

## Kutatástörténete
Orbán Balázs a Székelyföld leírása című  művében a cinterem 1247-es és a harang 1505-ös feliratát említi. Szerinte a templom építése az első írásos adat alapján a 14. századra tehető.
Léstyán Ferenc összeállításában a sekrestye nyugati falán egykor az 1230-as évszám volt olvasható.
Feljegyzésében a  gótikus szentély építését az 1433-as pápai búcsúengedély  idejére teszi. 
Ugyanakkor dokumentumok alapján igazolja, hogy a barokk  átépítéseket és a templom tornyát 1799-1815 között Mártonffy József püspök támogatásával végezték.
2005-től a templom környezetében régészeti ásatásokat végeztek. A falkutatások során a középkori templomra vonatkozóan történtek feltárások.  
A  sekrestyében és a portikusz padlásterében különböző korú elfalazott ablakokat találtak.
A templombelsőben a hajó északi falán töredékes falképrészleteket tártak fel. A kép töredékessége ellenére nagy valószínűséggel a Szent László-legenda kis részlete látható, az üldözés csatajelenete, amikor a magyar sereg beéri a menekülő kunokat.  
A  csíkmindszenti Szent László-legendát ábrázoló falkép az egyik  legrégebbi  14. századi freskó  a Székelyföldön. 
A szentély északi falán további falképeket tártak fel, a szentélyzáródás északkeleti felén egy nagyobb méretű lovas alakja látható, amely kivitelezése alapján jóval későbbi, valószínűleg a 17. századi alkotás.

## Külső hivatkozások
- Gyulafehérvári Római Katolikus Érsekség,  Alcsíki Egyházkerület